# Corsendonk
Corsendonk ist eine belgische Biermarke. Der Name leitet sich ab von einem gleichnamigen Augustinerkloster bei Oud-Turnhout.

## Sorten
Die nachstehenden Biersorten werden im Auftrag der Brouwerij Corsendonk durch die Brasserie du Bocq gebraut:
- Corsendonk – Summum Goud (7,8 %)
- Corsendonk Agnus (7,5 %)
- Corsendonk Apple White (3,1 %)
- Corsendonk Blonde (6,5 %)
- Corsendonk Christmas Ale (8,5 %)
- Corsendonk Pater (7,5 %)
- Corsendonk Rousse (8,0 %)
- Corsendonk Summum Roodbruin (8,1 %)
- Tempelier (6,0 %)
- Corsendonk Blanche (4,8 %)
- Corsendonk Dark Dubbel (8,3 %)
- Corsendonk Tripel Gold (9,7 %)

## Galerie

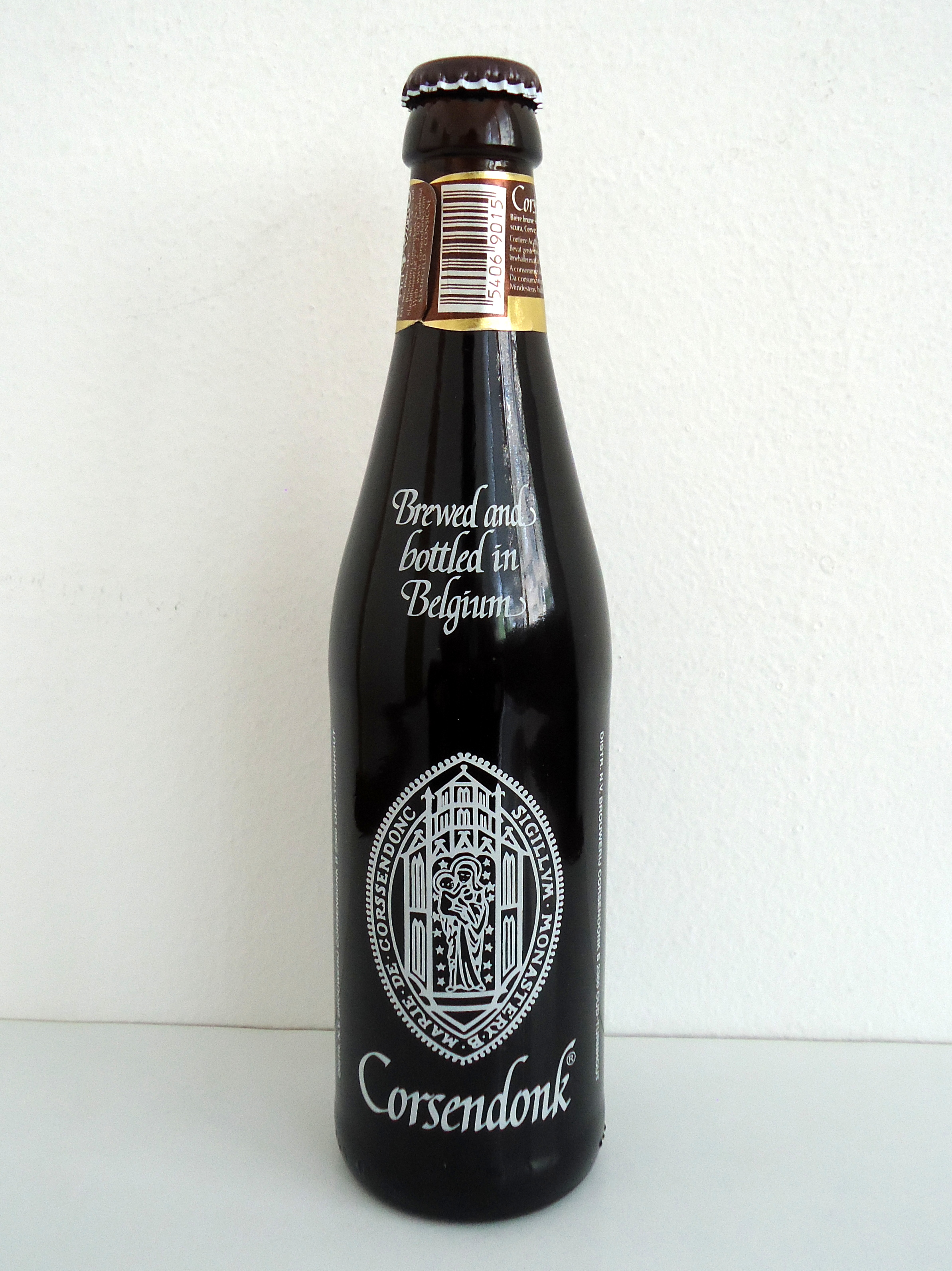
Pater
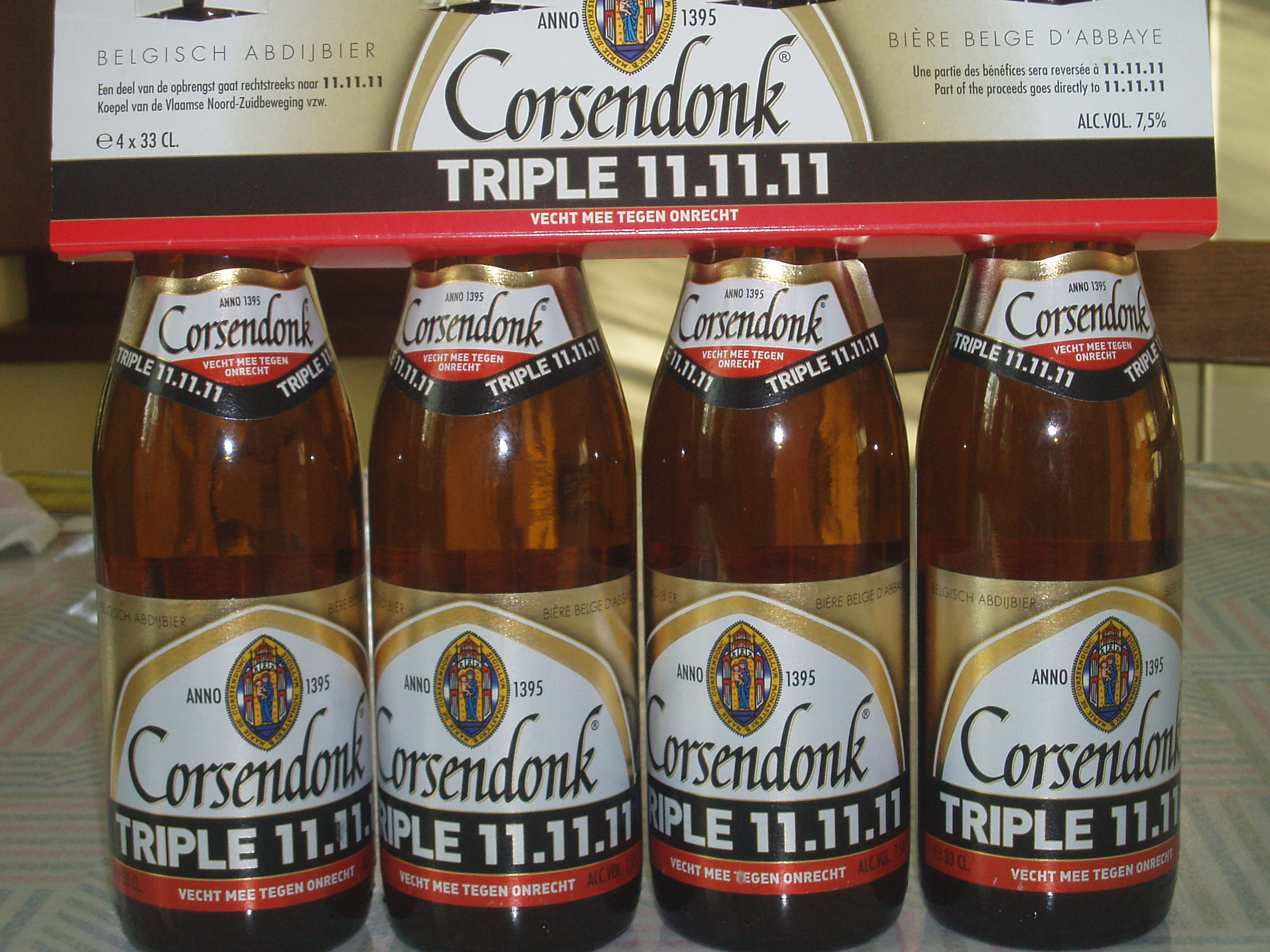
Triple 11.11.11
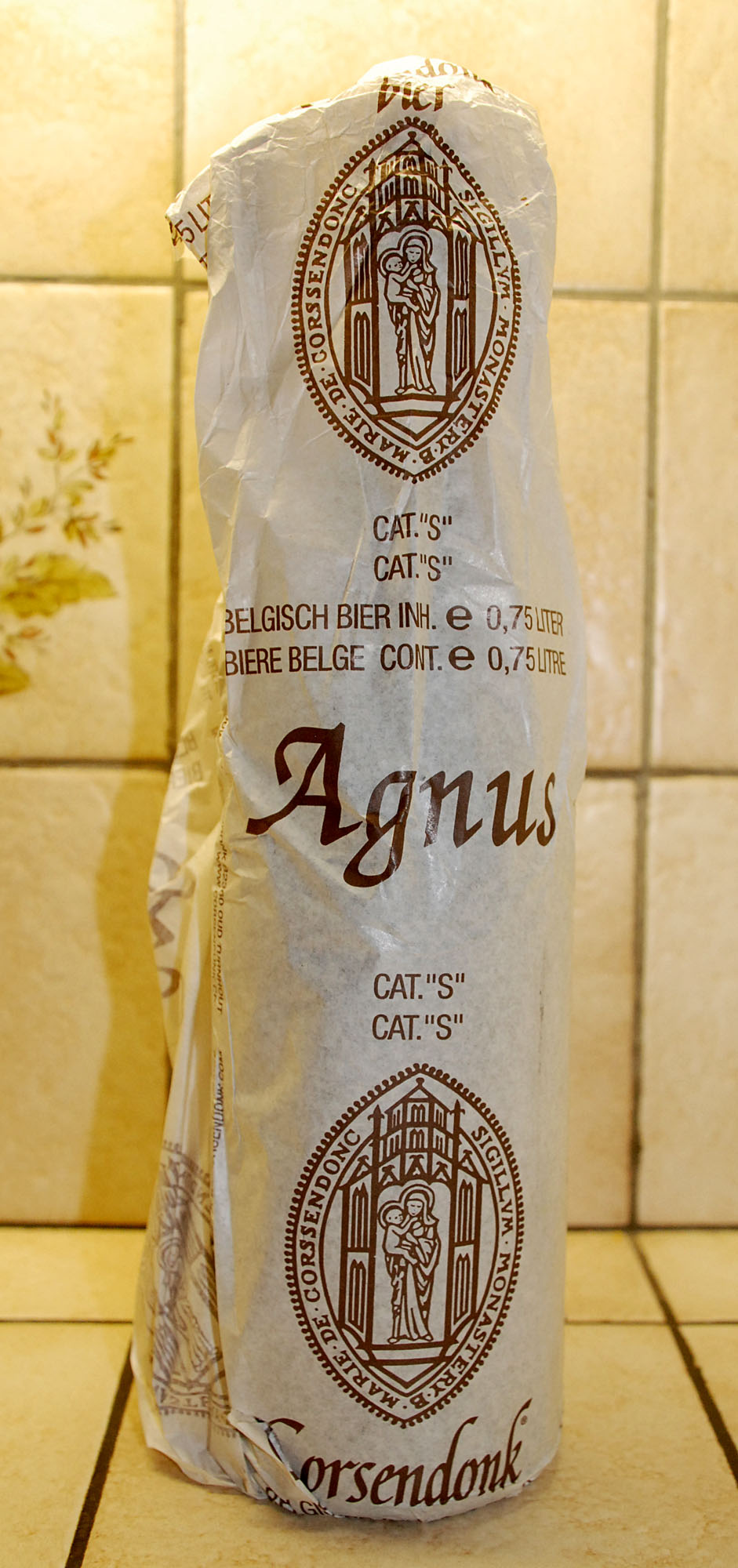
Agnus
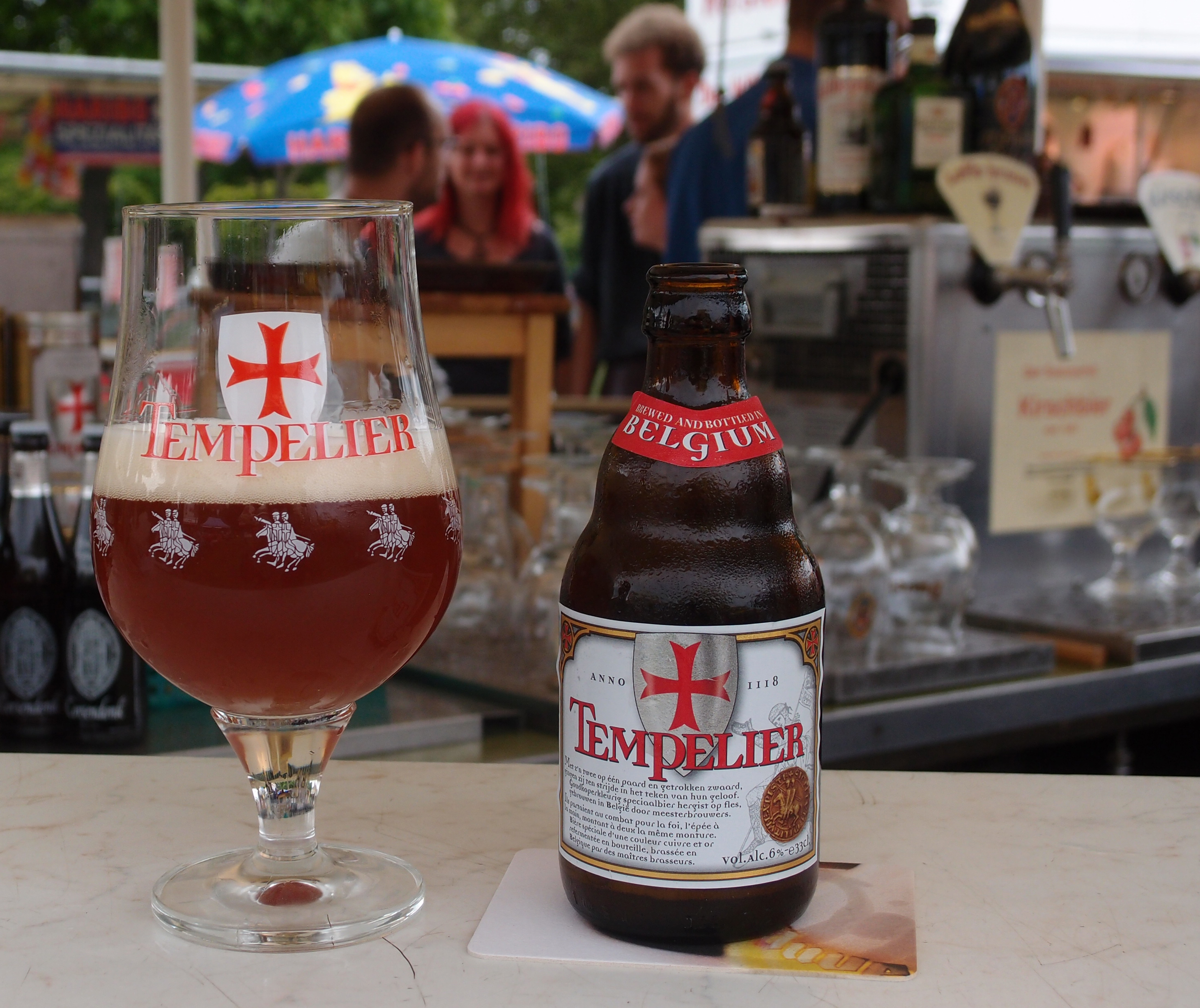
Tempelier